# Dave Berg
David "Dave" Berg, född 12 juni 1920, död 17 maj 2002, var en amerikansk serieskapare främst känd från tidningen Mad.
Berg studerade vid Cooper Union Art School. Han arbetade en tid tillsammans med Stan Lee på Timely Comics (som senare blev Marvel Comics) på ett flertal humortitlar.
Berg började arbeta på Mad 1956. 1961 skapade han den återkommande "Lighter Side" som skulle bli hans mest kända serie. I Lighter Side förekommer ofta medlemmar ur hans egen familj. Fadern i familjen, Roger Kaputnik, är Bergs alter-ego.
Han dog den 17 maj 2002 i sitt hem i Marina del Rey i cancer.